# Carmen García Amo
Carmen García Amo (Torrecilla de la Orden, 11 de junio de 1905 - Madrid, 20 de julio de 1995) fue una química y farmacéutica española.

## Trayectoria
Estudió Química en la Universidad de Santiago de Compostela y se licenció en 1927. Se trasladó a Madrid e ingresó en el Laboratorio de Investigaciones Físicas, donde impartió clases prácticas de Química-Física, Electroquímica y Electroanálisis bajo la dirección del farmacéutico Enrique Moles. Posteriormente, trabajó en la Sección de Electroquímica, encabezada por Julio de Guzmán Carrancio, con quien trabajó hasta 1932 en la búsqueda de metales baratos para reemplazar el platino en el electroanálisis, y donde coincidió con la química María Patrocinio Armesto. Durante este tiempo, también enseñó en la Residencia de Señoritas.
Fue miembro de la Real Sociedad Española de Física y Química desde 1929, y de la Sociedad Española de Bioquímica, hoy Sociedad Española de Bioquímica y Biología Molecular (SEBBM).
Después de la guerra civil fue depurada y confirmada en su puesto como Encargada de Curso del Instituto de Bachillerato Cervantes de Madrid. En 1942 se licenció en Farmacia. En 1949, inició su tesis doctoral en el Departamento de Bioquímica de la Facultad de Farmacia de Madrid, bajo la dirección de Ángel Santos Ruiz con quien inició una línea de investigación sobre estudios metabólicos del zinc. Fue responsable de la sección de radiactividad del Instituto Español de Fisiología y Bioquímica del Consejo Superior de Investigaciones Científicas (CSIC).